# سيباستيان ماتوس
سيباستيان ماتوس (بالإسبانية: Sebastián Matos)‏ (19 سبتمبر 1984 في الأرجنتين - ) هو لاعب كرة قدم أرجنتيني في مركز الهجوم. لعب مع أتلتيكو أتلانتا وأتليتيكو توكومان وباراكاس سينترال وتشاكاريتا جيونيورز ولوس أنديس ونويفا شيكاجو وهواتشيباتو ودورادوس سينالوا وأتليتكو بلاتينسي ‏ وClub Atlético Brown ‏ وClub Comunicaciones ‏.

## وصلات خارجية
- سيباستيان ماتوس على موقع قاعدة بيانات كرة القدم.إي يو (الإنجليزية)
- سيباستيان ماتوس على موقع Soccerway.com (الإنجليزية)